# Karel Arnošt z Valdštejna
Hrabě Karel Arnošt z Valdštejna (německy Karl Ernst Graf von Waldstein; 4. května 1661 Dobrovice/Vídeň? – 7. ledna 1713 Vídeň) byl český šlechtic ze starobylého rodu Valdštejnů a významný diplomat ve službách habsburské monarchie. Po návratu z francouzského zajetí se stal jedním z nejvlivnějších ministrů císaře Josefa I. Byl rytířem Řádu zlatého rouna a vlastnil rozsáhlé statky v Čechách.

## Původ a mládí

Erb Waldsteinů

Narodil se jako jediný potomek z manželství Karla Ferdinanda z Valdštejna (1634–1702) a Marie Alžběty z Harrachu (1637–1710), která byla dvorní dámou císařovny Eleonory. Studoval v Praze na filozofické fakultě Karlovy univerzity, během studií podnikal i cesty za hranice (Drážďany), poté absolvoval kavalírskou cestu, během níž pobýval rok v Itálii (Turín, Řím, Siena) a ve Francii. Za studií a v zahraničí si osvojil především znalost několika jazyků, mluvil česky, německy, latinsky, italsky a francouzsky.
V letech 1689–1692 byl říšským dvorským radou, v roce 1689 byl pověřen diplomatickou misí do Španělska, v roce 1691 byl mimořádným vyslancem v Polsku, kde měl za úkol předat králi Janu Sobieskému Řád zlatého rouna. V roce 1693 vykonal misi v Savojsku, v roce 1695 podnikl další cesty do Španělska a Francie, v letech 1695–1696 byl vyslancem v Berlíně. V roce 1697 byl jmenován tajným radou a v roce 1698 obdržel Řád zlatého rouna, v letech 1698–1699 byl mimořádným vyslancem u francouzského královského dvora ve Versailles.

## Mise v Portugalsku, zajetí ve Francii a kariéra u dvora
Četné zahraniční cesty Karla Arnošta vyplývaly z jeho finančních možností, tj. že si diplomatické mise platil ze svých prostředků a náklady na reprezentaci mu císařská pokladna vyplácela až s několikaletým zpožděním. V letech 1700–1703 byl vyslancem v Portugalsku, kam dorazil přes Anglii. Jeho úkolem v Lisabonu bylo získat portugalské spojenectví na počátku války o španělské dědictví, hlavním aktérem jednání se ale stal anglický diplomat Paul Methuen. Součástí mise Karla Arnošta z Valdštejna bylo i jednání o sňatku arcivévody Karla s portugalskou princeznou Teresou, která však zemřela v dětském věku v roce 1704.
Z Portugalska odcestoval v květnu 1703 na nizozemské válečné lodi, ve Středozemním moři ale padl do francouzského zajetí. Byl převezen do Toulonu, později byl vězněn ve Vincennes u Paříže. Zajetí císařského vyslance vyvolalo rozruch v celé Evropě, s ohledem na jeho vysoké postavení se ale nejednalo o vězení v pravém slova smyslu. Na čestné slovo šlechtice mu byly dokonce povoleny výjezdy do Paříže. Propuštěn byl nicméně až po deseti měsících a po návratu do Vídně za odměnu postupoval v dvorské kariéře. V letech 1704–1708 byl nejvyšším maršálkem císařského dvora, poté nejvyšším hofmistrem císařovny Vilemíny (1708–1709) a nakonec nejvyšším komořím císaře Josefa I. (1709–1711). Od roku 1709 byl též státním a konferenčním ministrem. Císař Karel VI. měl k Valdštejnově osobnosti výhrady již dříve a po svém nástupu na trůn jej odvolal z funkcí (1711). Za války o španělské dědictví se s dalšími císařskými ministry složil na půjčku ve výši 600 000 zlatých, jeho podíl činil 70 000 zlatých.

## Rodina a majetkové poměry

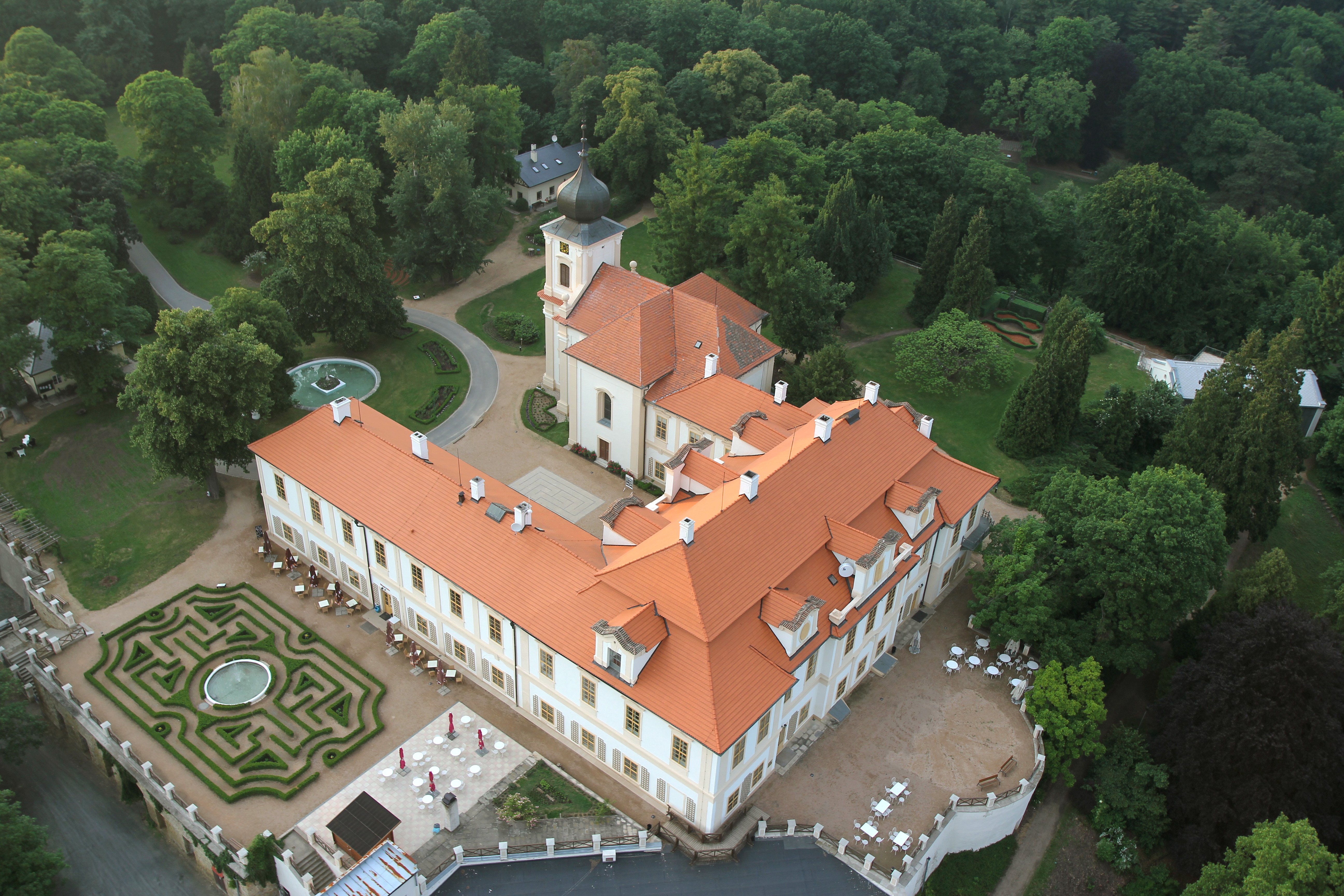
Zámek Loučeň

V roce 1686 se ve Vídni oženil s hraběnkou Marií Terezií z Losensteinu (1666–1729) a sňatek nadějného dvořana s dědičkou vymírajícího bohatého dolnorakouského rodu se odehrál v Hofburgu za přítomnosti císaře, císařovny a diplomatického sboru. Rod Losensteinů vymřel v roce 1692 a Marie Terezie již při sňatku získala věnem dědický podíl ve výši 200 000 zlatých.
Z manželství se narodily čtyři děti, jediný syn Josef Karel (1693–1712) zemřel v mládí a bez potomstva. Nejstarší dcera Eleonora Marie (1687–1749) se provdala za svého vzdáleného bratrance Jana Josefa z Valdštejna (1684–1731), který tímto sňatkem rozšířil rodový majetek. Druhorozená dcera Marie Josefa (1688–1735) se stala manželkou hraběte Jana Romedia z Thun-Hohensteina (1673–1701), přičemž Thunové byli již od poloviny 17. století dlouholetými věřiteli Valdštejnů. Nejmladší dcera Marie Henrietta (1702–1780) byla v patnácti letech provdána za polního maršála knížete Jana Jiřího Kristiána z Lobkowicz (1686–1755).
Karel Arnošt po otci zdědil severočeská panství Dobrovice, Loučeň a Svijany, po otci také pokračoval v dlouholetém soudním sporu o panství Židlochovice. Jako nejstarší žijící člen rodu v roce 1702 převzal navíc správu seniorátního fideikomisu Třebíč. Podobně jako otec pobýval většinu života mimo Čechy, nicméně po roce 1704 inicioval výstavbu loučeňského zámku. Součástí zámeckého areálu byl také kostel Nanebevzetí Panny Marie, který byl dílem Františka Maxmiliána Kaňky.
Panství Svijany zdědily společně dcery Eleonora Marie a Marie Josefa. Marie Josefa pak v roce 1714 svůj podíl prodala švagrovi Janu Josefovi z Valdštejna. Dědičkou panství Dobrovice-Loučeň se stala vdova po Karlu Arnoštovi Marie Terezie. Ta žila ve Vídni a české statky chtěla prodat, měla ale zájem uchovat je pro rod Valdštejnů, proto Dobrovici a Loučeň nabídla za půl miliónu zlatých své dceři. Po delším vyjednávání o snížení ceny nakonec Dobrovici koupil taktéž Jan Josef z Valdštejna.